# Monte Porciano (versante sud)
Monte Porciano (versante sud) este o arie protejată (arie specială de conservare — SAC, sit de importanță comunitară — SCI) din Italia întinsă pe o suprafață de 90 ha, integral pe uscat.

## Localizare
Centrul sitului Monte Porciano (versante sud) este situat la coordonatele 41°45′35″N 13°12′18″E / 41.759722°N 13.205°E.

## Înființare
Situl Monte Porciano (versante sud) a fost declarat sit de importanță comunitară în iunie 1995 pentru a proteja 1 specie de animale. Situl a fost protejat și ca arie specială de conservare în decembrie 2016.

## Biodiversitate
Situată în ecoregiunea mediteraneană, aria protejată conține 1 habitat natural: Pseudostepă cu ierburi și specii anuale de Thero-Brachypodietea.
La baza desemnării sitului se află o specie protejată de  păsări: presură de grădină (Emberiza hortulana).
Pe lângă speciile protejate, pe teritoriul sitului au mai fost identificate 1 specie de plante.